# Аарон Лея Ісека
Аарон Лея Ісека (фр. Aaron Leya Iseka, нар. 15 листопада 1997, Брюссель) — бельгійський футболіст, нападник англійського клубу «Барнслі».
Виступав, зокрема, за клуби «Андерлехт» та «Зюлте-Варегем», а також молодіжну збірну Бельгії.
Володар Суперкубка Бельгії. 

## Клубна кар'єра
Народився 15 листопада 1997 року в місті Брюссель. Вихованець академії «Андерлехта», в якій він навчався з 7 років. З сезону 2014/15 планомірно підводився до основи. Дебютував за основний склад в поєдинку Кубка Бельгії проти «Мехелена» 3 грудня 2014 року. Він вийшов на поле на 75-ій хвилині, замінивши Гої Бі Сірьяка. 18 січня 2015 року він дебютував у Лізі-Жюпіле у поєдинку проти «Льєрса», вийшовши на заміну на 84-ій хвилині замість Енді Нахара. Всього в чемпіонаті сезону 2014/15 він з'являвся на полі у дев'яти поєдинках. У сезоні 2015/16 він виходив тричі. У березні 2015 року підписав професійний контракт з «Андерлехтом» терміном на п'ять років.
23 липня 2016 року гравець на рік на правах оренди відправився в «Марсель». Тим не менш у французькому клубі основним не був, граючи здебільшого за дубль.
21 червня 2017 року був відданий в оренду в «Зюлте-Варегем». У команді з Варегема був гравцем ротації й часто виходив в основі, відігравши 24 матчі в національному чемпіонаті з 42 можливих.
У липні 2018 року перейшов до французької «Тулузи» за 1,25 мільйонів євро, підписавши контракт на 4 роки. У складі команди провів наступні два роки своєї кар'єри гравця. Більшість часу, проведеного у складі «Тулузи», був основним гравцем атакувальної ланки команди.
З 2020 року один сезон захищав кольори клубу «Мец».  Граючи у складі «Меца» також здебільшого виходив на поле в основному складі команди.
До складу клубу «Барнслі» приєднався 2 серпня 2021 року.

## Виступи за збірну
З 2017 року залучався до складу молодіжної збірної Бельгії. На молодіжному рівні зіграв у 16 офіційних матчах, забив 4 голи.

## Статистика виступів

### Статистика клубних виступів
| Сезон                 | Команда               | Чемпіонат             | Чемпіонат | Чемпіонат | Національний кубок | Національний кубок | Національний кубок | Континентальні кубки | Континентальні кубки | Континентальні кубки | Інші змагання | Інші змагання | Інші змагання | Усього | Усього | Усього |
| Сезон                 | Команда               | Ліга                  | Ігор      | Голів     | Ліга               | Ігор               | Голів              | Ліга                 | Ігор                 | Голів                | Ліга          | Ігор          | Голів         | Ігор   | Голів  |        |
| --------------------- | --------------------- | --------------------- | --------- | --------- | ------------------ | ------------------ | ------------------ | -------------------- | -------------------- | -------------------- | ------------- | ------------- | ------------- | ------ | ------ | ------ |
| 2014–15               | «Андерлехт»           | ЛЖ                    | 5+4       | 0         | КБ                 | 4                  | 1                  | ЛЧ+ЛЄ                | 0+2                  | 0                    | СБ            | 0             | 0             | 15     | 1      |        |
| 2015–16               | «Андерлехт»           | ЛЖ                    | 3         | 0         | КБ                 | 1                  | 0                  | ЛЧ                   | 0                    | 0                    | -             | -             | -             | 4      | 0      |        |
| Усього за «Андерлехт» | Усього за «Андерлехт» | Усього за «Андерлехт» | 12        | 0         |                    | 5                  | 1                  |                      | 2                    | 0                    |               | 0             | 0             | 19     | 1      |        |
| 2016–17               | «Марсель»             | Л1                    | 8         | 0         | КФ+КЛ              | 0+1                | 0                  | -                    | -                    | -                    | -             | -             | -             | 9      | 0      |        |
| 2017–18               | «Зюлте-Варегем»       | ЛЖ                    | 24+1      | 6+0       | КБ                 | 1                  | 1                  | ЛЄ                   | 5                    | 2                    | СБ            | 1             | 0             | 32     | 9      |        |
| 2018–19               | «Тулуза»              | Л1                    | 28        | 4         | КФ+КЛ              | 3+1                | 2+0                | -                    | -                    | -                    | -             | -             | -             | 32     | 6      |        |
| 2019–20               | «Тулуза»              | Л1                    | 22        | 2         | КФ+КЛ              | 0+1                | 0                  | -                    | -                    | -                    | -             | -             | -             | 23     | 2      |        |
| серп.-жовт. 2020      | «Тулуза»              | Л2                    | 2         | 0         | КФ                 | 0                  | 0                  | -                    | -                    | -                    | -             | -             | -             | 2      | 0      |        |
| Усього за «Тулузу»    | Усього за «Тулузу»    | Усього за «Тулузу»    | 52        | 6         |                    | 5                  | 2                  |                      | -                    | -                    |               | -             | -             | 57     | 8      |        |
| жовт. 2020–21         | «Мец»                 | Л1                    | 21        | 4         | КФ                 | 3                  | 1                  | -                    | -                    | -                    | -             | -             | -             | 24     | 5      |        |
| Усього за кар'єру     | Усього за кар'єру     | Усього за кар'єру     | 118       | 16        |                    | 15                 | 5                  |                      | 7                    | 2                    |               | 1             | 0             | 141    | 23     |        |